# Numerische Äquivalenz
In der algebraischen Geometrie ist numerische Äquivalenz eine Äquivalenzrelation zwischen algebraischen Zykeln einer Varietät.

## Definition
Zwei Zykel {\displaystyle Z_{1},Z_{2}} derselben Dimension in einer Varietät {\displaystyle X} heißen numerisch äquivalent, wenn für alle Zykel {\displaystyle T} mit {\displaystyle dim(T)=kodim(Z_{i})} die Gleichung
{\displaystyle deg(Z_{1}\cap T)=deg(Z_{2}\cap T)}
gilt. Hierbei bezeichnet {\displaystyle deg} den Grad der Untervarietäten, also die Schnittzahl mit einer Menge von Hyperebenen in allgemeiner Lage.

## Eigenschaften
1. Linearität: Numerische Äquivalenz ist kompatibel mit der Addition von Zykeln.
2. Chow's Moving Lemma: Zu Zykeln {\displaystyle A,B} in einer Varietät {\displaystyle X} gibt es einen zu {\displaystyle A} numerisch äquivalenten Zykel {\displaystyle A^{\prime }}, der zu {\displaystyle B} in allgemeiner Lage ist.
3. Push-Forwards: Sei {\displaystyle A} ein Zykel in {\displaystyle X} und {\displaystyle B} ein Zykel in {\displaystyle X\times Y}, der zu {\displaystyle A\times Y} in allgemeiner Lage ist. Wenn {\displaystyle A} numerisch null-äquivalent ist, dann ist die Projektion von {\displaystyle B\cdot (A\times Y)} auf {\displaystyle Y} numerisch null-äquivalent.

Dieselben Eigenschaften haben auch die Äquivalenzrelationen rationale Äquivalenz, algebraische Äquivalenz und homologische Äquivalenz, unter denen die numerische Äquivalenz aber die schwächste Äquivalenzrelation ist.